# Freie-Partie-Weltmeisterschaft 1929

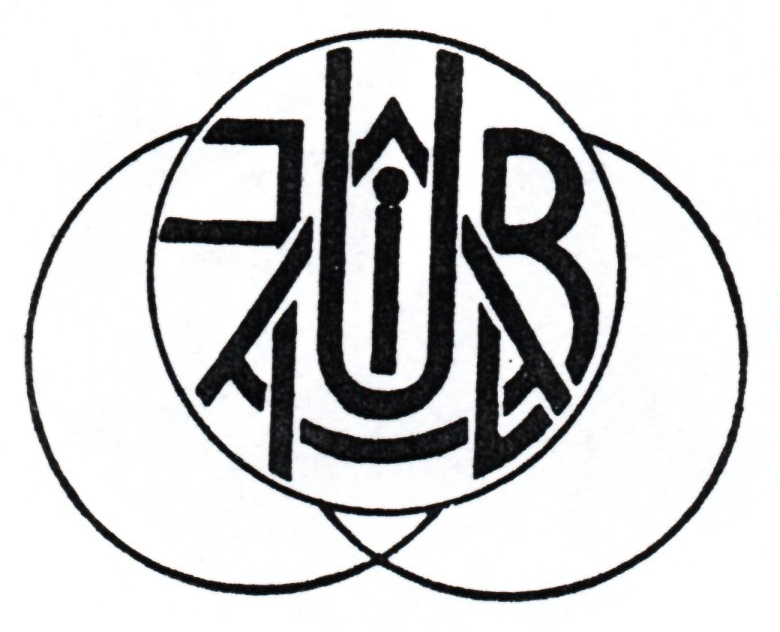
Logo UIFAB (ausrichtender Verband)

Veranstaltungsort: Kairo

Die Freie-Partie-Weltmeisterschaft 1929 war die zweite UIFAB-Weltmeisterschaft in der Freien Partie, eine Variante des Billard. Das Turnier fand vom 18. bis zum 22. März in Kairo in Ägypten statt.

## Geschichte
Die Weltmeisterschaft in Kairo fand großes Zuschauerinteresse. Der Lokalmatador Edmond Soussa konnte seinen Titel aus dem Vorjahr verteidigen. Er bleibt weiter ungeschlagen, musste aber zwei Weltrekorde an den Drittplatzierten Raimundo Vives aus Spanien abgeben. Gegen den Niederländer Harry Verbeek beendete Vives die Partie in der neunten Aufnahme mit dem neuen Weltrekord-Durchschnitt von 55,55. Die neue Rekord-Höchstserie von 450 erzielte er ebenfalls in diesem Match. Den zweiten Platz, mit nur einer Niederlage gegen Soussa, belegte der Belgier Théo Moons.
Zu dieser Weltmeisterschaft stiftete der Prinz Abbas Ibrahim Halim, der Präsident des ägyptischen Billard-Bundes war, einen Wanderpokal. Entworfen wurde der Pokal, eine große Schale aus Bronze auf einem Marmorsockel, vom späteren Sieger Edmond Soussa und trug den Namen Challenge des Pharaohs.

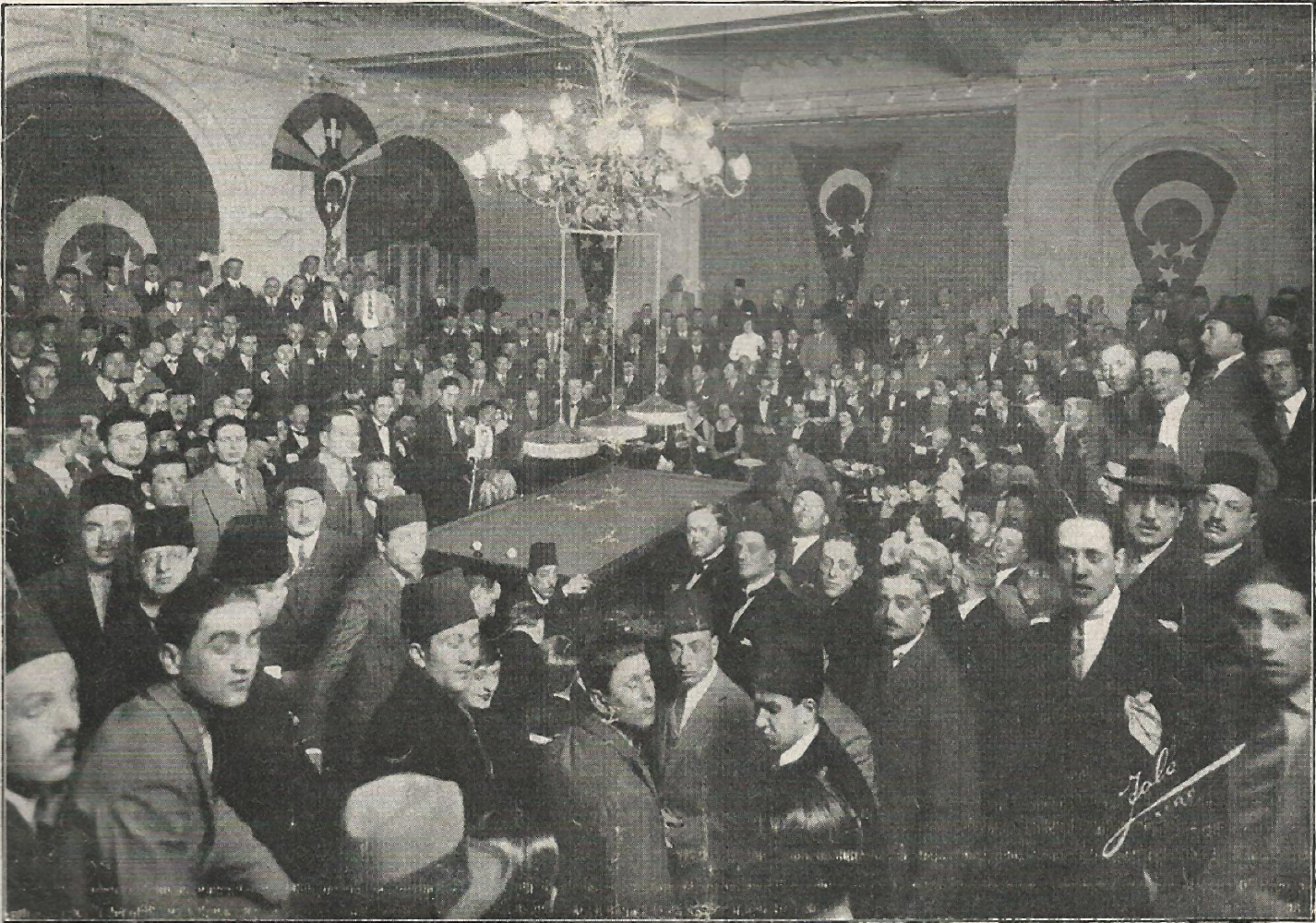
Partie von Edmond Soussa (EGY), stehend am Tisch, gegen Théo Moons (BEL) sitzend rechts oben am Tisch.

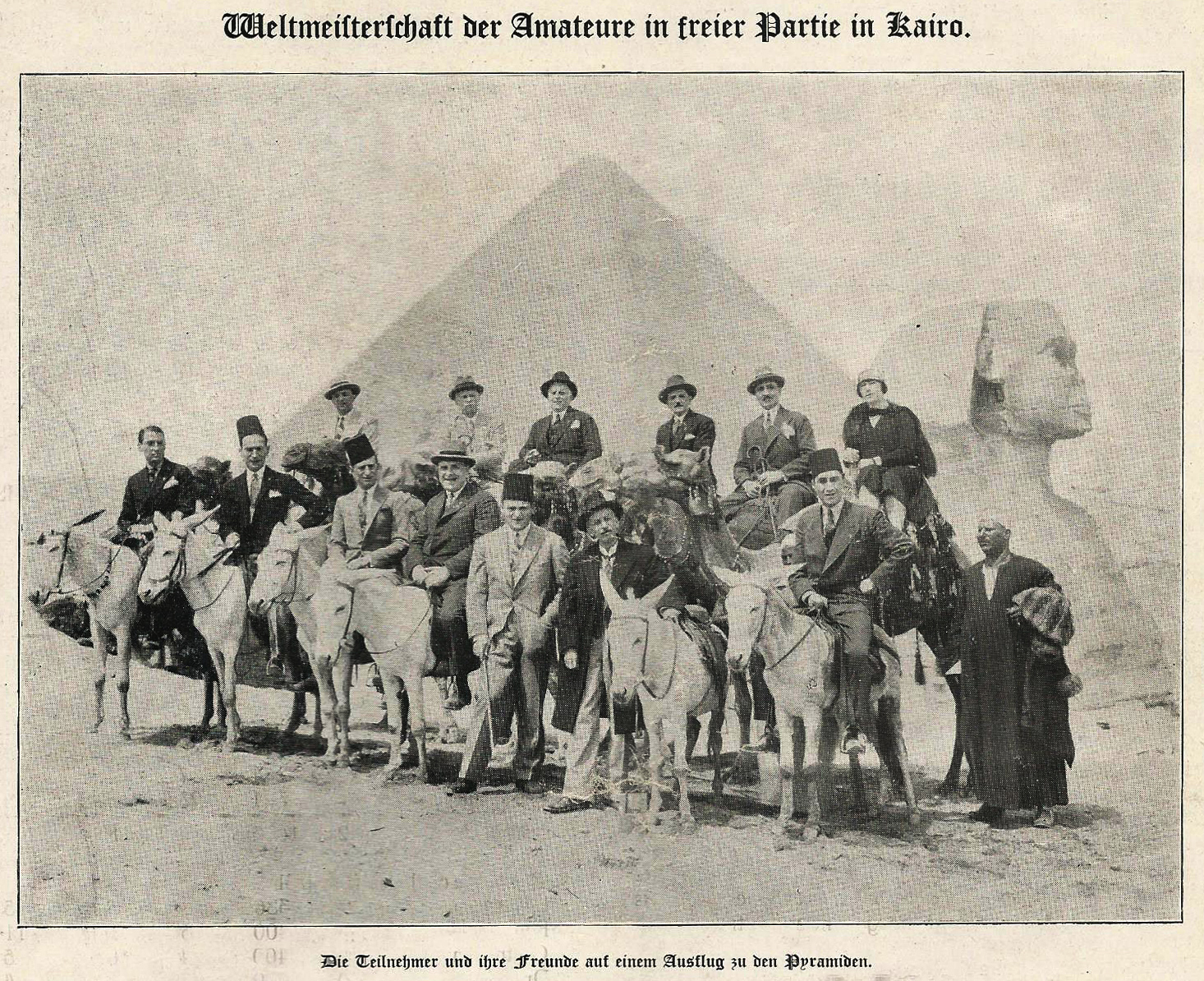
Die Teilnehmer bei einem Ausflug zu den Pyramiden

## Turniermodus
Das ganze Turnier wurde im Round Robin System gespielt. Bei Punktegleichstand wird in folgender Reihenfolge gewertet:
1. MP = Matchpunkte
2. GD = Generaldurchschnitt
3. HS = Höchstserie

## Abschlusstabelle
| MP    | Match Points (Sieger = 2; Unentschieden = 1; Verlierer = 0) |
| Pkte. | Erzielte Karambolagen                                       |
| Aufn. | Benötigte Versuche                                          |
| GD    | Generaldurchschnitt                                         |
| BED   | Bester Einzeldurchschnitt eines Spielers                    |
| HS    | Höchstserie                                                 |
|       | Bester GD des Turniers                                      |
|       | Bester ED des Turniers                                      |
|       | Beste HS des Turniers                                       |
|       | 1. Platz (Gold)                                             |
|       | 2. Platz (Silber)                                           |
|       | 3. Platz (Bronze)                                           |

| Platz                      | Name             | MP   | Pkte. | Aufn. | GD    | BED   | HS  |
| -------------------------- | ---------------- | ---- | ----- | ----- | ----- | ----- | --- |
| 1                          | Edmond Soussa    | 10:0 | 2500  | 84    | 29,76 | 41,66 | 154 |
| 2                          | Théo Moons       | 8:2  | 2397  | 106   | 22,61 | 31,25 | 276 |
| 3                          | Raimundo Vives   | 6:4  | 1955  | 100   | 19,55 | 55,55 | 450 |
| 4                          | Jacques Davin    | 4:6  | 1758  | 141   | 12,46 | 18,51 | 138 |
| 5                          | Rudolphe Agassiz | 2:8  | 1890  | 124   | 15,24 | 19,23 | 175 |
| 6                          | Harry Verbeek    | 0:10 | 1141  | 100   | 11,41 | –     | 82  |
| Turnierdurchschnitt: 17,77 |                  |      |       |       |       |       |     |